# إبراهيم درغوثي
إبراهيم درغوثي (المحاسن، كريز، 21 ديسمبر 1955) هو قاصّ وروائيّ تونسي، يشتغل بالتّدريس الآن بمدرسة المنجم أم العرائس بالحوض المنجميّ بولاية قفصة.
عضو الهيئة المديرة لاتّحاد الكتّأب التّونسيّين، ورئيس فرع اتّحاد الكتّأب التونسيين بقفصة.

## القصـص
- النّخل يموت واقفا: ط (1) دار صامد: صفاقس / تونس 1989 وط (2) دار صامد: صفاقس / تونس 2000
- الخبز المر: ط (1) دار صامد: صفاقس / تونس 1990
- رجل محترم جدّا: ط (1) دار سحر: صفاقس / تونس 1995
- كأسك...يا مطر: ط (1) دار سحر: تونس 1997
- تحت سماء دافئة/ قصص قصيرة جدّا: بالعربية مع ترجمة للقصص إلى الفرنسية ط1/ دار مآثر للنشر / توزر: 2008
- منازل الكلام: ط1/ دار إشراق للنّشر / تونس 2009.
- المرّ... والصّبر / قصص قصيرة جدّا/ تونس 2011

## الرّوايات
- الدّراويش يعودون إلى المنفى, ط (1) دار رياض الرّيس: لندن بيروت 1992 وط (2) دار سحر: تونس 1998 وط (3) المتوسّطية للطّباعة والنّشر / تونس 2006 وط 4 دار غراب للنشر / القاهرة- مصر 2011 .
- القيامة...الآن, ط (1) دار الحوار: سوريا 1994 وط (2) دار سحر: تونس 1999 وط (3) دار البراق / تونس 2011.
- شبابيك منتصف الليل, ط (1) دار سحر: تونس 1996 وط (2) دار المعارف: تونس 2004
- أسرار صاحب السّتر, ط (1) دار صامد تونس 2002 وط 2 صفاقس 2009
- وراء السّراب...قليلا, ط (1) دار الإتحاف: تونس 2002 وط (2) مركز الحضارة العربية - مصر 2004
- مجرد لعبة حظ, ط /1 منشورات المدينة / تونس 2006
- وقائع ما جرى للمرأة ذات القبقاب الذهبي, ط/ 1 الدّار التّونسية للكتاب 2012
- رواية كلاب الجحيم صدرت عن دار زينب للنشر والتوزيع سنة 2018

## ترجمات
خمرة في غمّازة/ قصص صينية
مع ترجمة إلى العربيّة من خلال الفرنسيّة
ط1/ در مآثر للثشر/ توزر 2010

## جوائز
تحصّل على جوائز عديدة منها:
- جائزة الطاهر الحدّاد في القصّة القصيرة 1989
- الكومار الذّهبي جائزة لجنة التّحكيم (1999) عن مجمل أعماله الرّوائية.
- الكومار الذّهبي لأفضل رواية تونسية 2003 عن رواية وراء السّراب قليلا
- جائزة المدينة للرّواية 2004 عن رواية مجرّد لعبة حظّ.
- جائزة القدس الكبرى للقصة القصيرة / أبوظبي 2010

## التّرجمات
- الدّراويش يعودون إلى المنفى (فرنسية) نشر: دارأسود على ابيض – تونس / مرسيليا (1999) ترجمة أحمد الرمادي
- شبابيك منتصف الليل (فرنسية) نشر دار أسود على ابيض – تونس / مرسيليا (1999) ترجمة فتحية حيزم العبيدي
- تفّاح الجنة (قصّة قصيرة) ترجمة دنيس جونسون ديفز (إنجليزية) نشرت ضمن مختارات من القصّة العربيّة نشر الجامعة الأمريكية / القاهرة – مصر –2000.
- النخل يموت واقفا ترجمها المستعرب الإيطالي Andrea Facchin وتدرس في جامعة فينيسيا Università Ca’ Foscari Venezia, Italia سنة 2021

## قام بترجمة
1- ديوان شعري لحارب الظاهري من الإمارات العربية المتحدة من العربية إلى الفرنسية.
الدّيوان بعنوان شمس شفتيك / le soleil de tes lèvres
2 – ترجمة لأشعار صينية إلى اللّغة العربيّة من خلال لغة وسيطة هي الفرنسية 
من بينها 
- خمرة في غمّازة / لمجموعة من الشّعراء الصّينيين الحداثيين
- ترجمة لمجموعة من قصائد الشّاعر الصّيني / دونغ هونغ.

3 – ترجمة لقصص قصيرة وحكايات من الأدب الصّيــني الحديث.
4 – ترجمة لجملة من الخرافات الصينية des fables chinoises
5 – ترجمة كتاب نتي (86 نصّا) من قصص وأشعار عربية لكتاب منتدى «من المحيط للخليخ» من العربية إلى اللغة الفرنسية.
6 – صور في الذاكرة مجموعة شعرية لمنير مزيد 
من العربية إلى الفرنسية.
أعماله الأدبية خاصة في الرواية توالها الباحثون بالدرس في الجامعات التونسية والجزائرية والعربية عنها في عديد بحوث الشهادات العليا: ماجستير ودكتوراء دولة منها:
رسائل جامعية في الأدب الحديث 
أنجزت فعليا حول روايات إبراهيم درغوثي.
دكتوراه
1/ دكتوراه دولة في الأدب المقارن:
صلاح الدّين بوجاه: «وجوه الائتلاف والاختلاف بين الرّواية التّونسيّة المكتوبة بالعربيّة والمكتوبة بالفرنسيّة». رسالة دكتوراه دولة. تونس. كلّيّة الآداب بمنّوبة إشراف د. محمود طرشونة (2004). 2)درس ضمنها روايات تونسيّة منها «الدّراويش يعودون إلى المنفى» لإبراهبم درغوثي. طبعت الأطروحة تحت عنوان: في الألفة والاختلاف بين الرواية العرب...ية والرواية المكتوبة بالفرنسية في تونس / نشر مشترك بين كلية الآداب والعلوم الإنسانية بالقيروان ودار الجنوب للنشر /تونس ط 1 /2005.
3)الباحثة سعاد مسعي: المتخيل في رواية مجرد لعبة حظ ووقائع ما جرى للمرأة ذات القبقاب الذهبي للكاتب التونسي إبراهيم درغوثي تحت اشراف الدكتوراه فاطمة الزهرة بايزيد، جامعة محمد خيضر بسكرة في 4 نوفمبر 2021.

## رسائل ماجستير
- يحيى محمّد هادي: «زمن التّاريخ وزمن الخطاب في الرّواية:» الدّراويش يعودون إلى المنفى«لإبراهيم درغوثي». أطروحة شهادة التّعمّق في البحث. إشراف سعيد يقطين. جامعة جون مولان. ليون 3. فرنسا. السّنة الجامعيّة 2003-2004
- آمال البجاوي: «الرّواية والتّاريخ في» أسرار صاحب السّتر«لإبراهيم درغوثي». رسالة ماجستير (إشراف د. محمّد القاضي). ناقشتها بكلّيّة الآداب والفنون والإنسانيّات. منّوبة في 01/07/2006
- عبدالدّائم السّلاّمي

ماجستير في الأدب العربي بعنوان: اللاّمعقول في رواية الدّراويش يعودون إلى المنفى لإبراهيم درغوثي
ناقشها يوم: 27 جوان/ حزيران 2009
وتحصل على الشهادة بملاحظة حسن جدا مع توصية بالنشر ” 
وذلك بكلية العلوم الإنسانية والاجتماعية / 9 أفريل بتونس العاصمة
- نزيهة الخليفي

ماجستير في الأدب الحديث بملاحظة حسن جدا
عن دراستها البناء الفني في رواية «القيامة... الآن» لإبراهيم درغوثي
ناقشت الأطروحة يوم 11/06/2009
و ذلك بكلية الآداب بمنوبة بتونس العاصمة.
- نجاح منصوري

مذكرة مقدمة لنيل شهادة الماجستير في اللغة والأدب العربي
تخصص السرديات العربية
الموضوع العجائبية في روايات إبراهيم درغوثي
دراسة سيميائية
إشراف أ. د. عبد الرحمان تبرماسين
بجامعة محمد خيضر – بسكرة / الجزائر
كلية الآداب واللغات
قسم الآداب واللغة العربية
- إعداد الطالب الباحث: محمد عبد الله.

مرين النص والنصية في الرواية «الصحراوية».
رواية وراء السراب قليلا لإبراهيم درغوثي أنموذجا
مذكرة مقدمة لنيل شهادة الماجستير في لسانيات النص
إشراف د. محمد التحريشي.كلية الآداب واللغات والعلوم الاجتماعية والإنسانية 
جامعة بشار / الجزائر
- توظيف التّراث في الرّواية التّونسيّة

أسرار صاحب السّتر لإبراهيم درغوثي أنموذجا
إعداد الطالب أمين عثمان
إشراف د. منصور قسومة
شهادة ماجستير في الأدب العربي الحديث
جامعة تونس، كلية العلوم الإنسانية والاجتماعية، قسم اللغة والآداب والحضارة العربية
شهادة ماجستير نوقشت خلال السنة الجامعية 2011/2012